# Guerre des mots liée au terrorisme islamiste

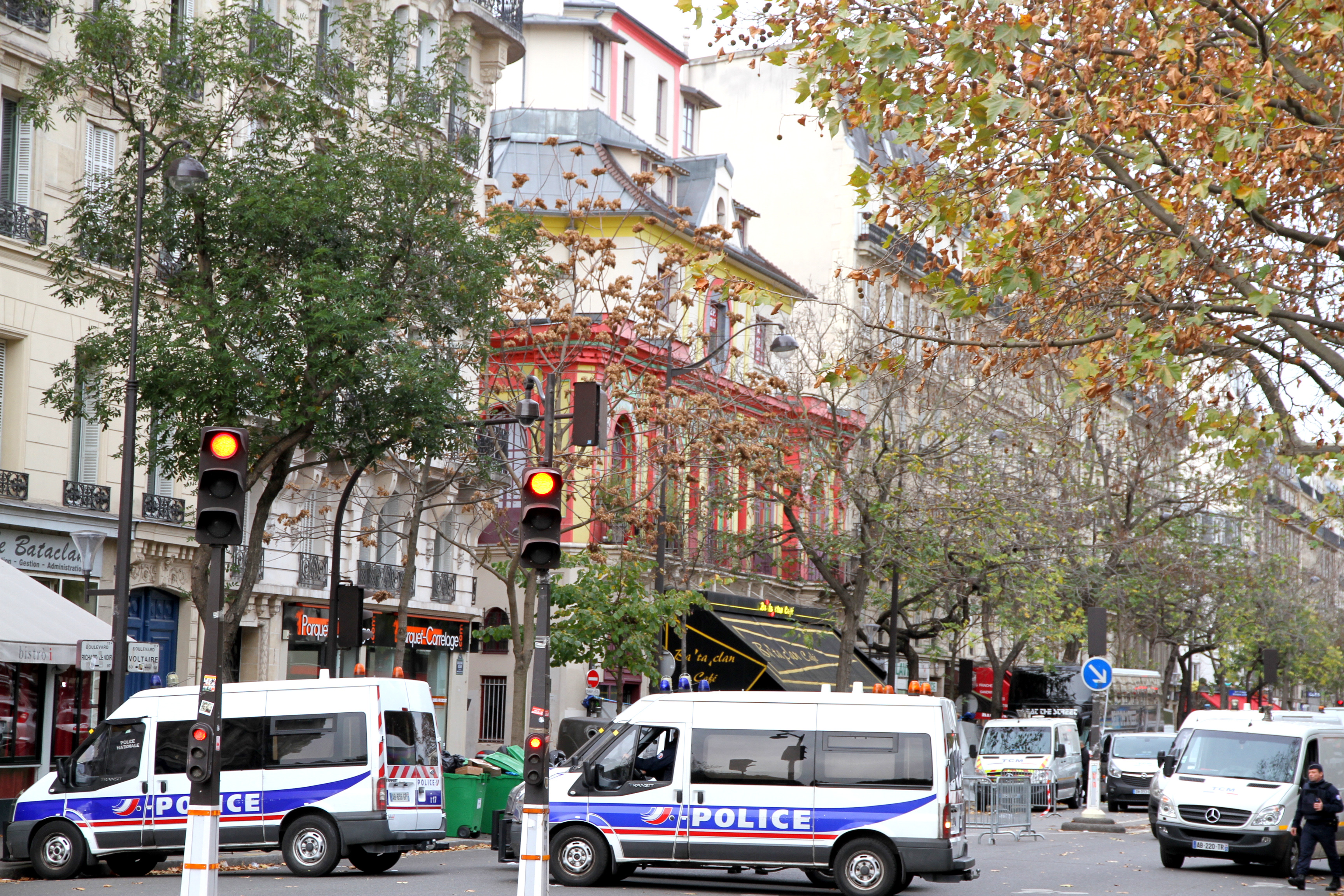
Camion de police devant le Bataclan, le lendemain d'attentats terroristes (« attaques bénies » pour l'État islamique) pendant un concert (« fête de perversité » pour l'EI) faisant. 130 morts (« croisés tués » pour l'EI)

La guerre des mots du terrorisme islamiste fait référence au vocabulaire médiatique derrière lequel les terroristes islamistes justifient leurs actes. Dévoyant le discours islamique et attaquant l'Occident, les terroristes visent les communautés musulmanes radicalisées dans lesquelles ils cherchent appui. Le sujet est étudié par des politologues, des sociologues et des criminologues, notamment pour le déconstruire.

## Une guerre des mots
Le terrorisme islamiste fait usage d’une « guerre de mots » . Dans un article intitulé « À propos du « terrorisme islamique » et du « camp des démocraties », François Burgat considère « les catégories construites pour représenter la confrontation » comme des « pièges analytiques ». Cette guerre est, pour Alain Dodier, du « domaine de la sémantique saupoudrée de propagande (ou inversement). »
Pour Edgar Morin, les termes possèdent un sens particulier pour les « médias occidentaux » qui tient à « [réduire] tout islamique à un islamiste et tout islamiste à un terroriste potentiel, ce qui empêche de percevoir le visage complexe de l'islam » Pour Jenny Raflik, « La thèse du "choc des civilisations" […] contribuait à transformer l'action terroriste en djihad et la lutte antiterrorisme en guerre défensive. Insufflée par la politique américaine, l'évolution du vocabulaire faisant passer la terrorisme du domaine de la criminalité à celui de la guerre… » Le refus d’employer des termes liés à l’islam est aussi choisi afin d’éviter les amalgames et de rechercher un apaisement,. Plusieurs journaux ont publié des lexiques simplificateurs sur les termes utilisés. « De manière générale, les élites libérales américaines ont systématiquement refusé de reconnaître la dimension religieuse du mouvement terroriste islamiste auquel l'Occident fait face, insistant plutôt sur son caractère criminel ou ses origines socioéconomiques. ». Cette guerre de mot est aussi présente à l’étranger. Ainsi, le conseiller à la sécurité H.R. McMaster déconseille l’usage des termes « terrorisme islamique radical » celui-ci pouvant gêner les relations avec les pays alliés musulmans. Ainsi, le président Barack Obama refusait d'« associer "terrorisme" et "islamisme" ». Pour les Républicains, ce refus est « un aveu de faiblesse, une incapacité à désigner l'ennemi et une façon d'éviter le problème. » Pour Pascal Bruckner, il est interdit de parler d'« islamisme » ou d'« islam radical » dans certaines universités américaines.
À l'inverse, cette guerre est aussi utilisée par les courants islamistes. Pour Jacques Drillon, les totalitarismes modifient le vocabulaire pour « supprimer la dénotation, au profit de la connotation. » et ainsi empêcher le raisonnement. « Les têtes pensantes de l’islamisme […] ont mis une bombe sous chaque mot du vocabulaire. »
De même, le terme « radicalisation » est souvent associé aux terroristes islamistes et fait aussi l'objet de discussions sémantiques. Antoine Jardin, ingénieur de recherche au CNRS, estime ainsi qu'« il ne s’agit pas d’un concept scientifique rigoureux. « Radicalité » est devenu un mot fourre-tout pour désigner vaguement ce qui est perçu comme une menace non maîtrisée et un label hasardeux des politiques publiques dans un contexte de montée de la violence djihadiste depuis les attentats commis en France par Mohammed Merah en 2012 ».
Cette guerre des mots concerne aussi la dénomination du groupe « état islamique ». Pour Pierre-André Taguieff, la guerre des mots touche aussi la notion d'« islamophobie ». « Les islamistes ont intérêt à faire croire que les anti-islamistes sont « islamophobes ». » Cette notion crée une forme d'autocensure.

## Vocabulaire utilisé par les courants islamistes
Plusieurs organisations islamistes qualifient leurs opérations de « résistance contre une force d'occupation ». Ainsi, Hamas est un acronyme de « harakat al-muqâwama al-'islâmiya » signifiant « mouvement de résistance islamique ». Le drapeau du Hezbollah porte la slogan « al-muqāwamah al-islāmīyah fī lubnān » qui signifie « la résistance islamique au Liban ». En Irak, plusieurs organisations (d'inspiration politique ou religieuse) mènent une guérilla contre les forces militaires américaines.
De plus certaines personnes désignées comme islamistes (par exemple Abbassi Madani et Mohammad Hussein Fadlallah) soutiennent que l'islam et l'islamisme sont une même chose et que le terme qui les définit le mieux est musulman.
« En langue arabe également, islamisme, qui se traduit par
islamiyya, n’a pas forcément une connotation fondamentaliste ou violente, et désigne à
la fois l’islamisme et ce qui est islamique en général » Sauf en Algérie, « la langue arabe n'a pas forgé d'unité lexicale pour exprimer le concept actualisé d'« islamisme » ». Cette langue préfère utiliser des énoncés comme « fondamentalisme islamique » ou « extrémisme islamique ».
Pour Romain Caillet, le djihadisme utilise un arabe médiéval, peu utilisé de nos jours. Ainsi, « Hijra : employée à l’époque contemporaine, notamment dans la presse, pour traduire «immigration», ou «émigration», en faisant référence aux mouvements des populations du Sud de la Méditerranée vers l’Europe, la Hijra signifie dans un contexte religieux l’émigration d’un pays non-musulman vers une terre d’Islam » ou plus particulièrement, pour l'État Islamique, vers une terre de Djihad. De même, le terme de Ribat qui signifie « édifice fortifié, du tour de guet ou fortin jusqu’à la forteresse, situé près des frontières ou sur les côtes maritimes » signifie pour les jihadistes « monter la garde sur la ligne de front. »

## Des définitions diverses

### «Terrorisme» et «violence politique»
« Les politistes Alex Schmidt et Berto Jongman identifient 109 définitions du terrorisme explicitement différentes. » Pour le TLfi, le terrorisme est l'« Ensemble des actes de violence qu'une organisation politique exécute dans le but de désorganiser la société existante et de créer un climat d'insécurité tel que la prise du pouvoir soit possible. »,
Le concept de violence politique est utilisé en sciences sociales et politiques pour faire référence à « des destructions [ou] des atteintes physiques dont le but, le choix des cibles ou des victimes, la mise en œuvre et/ou l'effet ont une signification politique [et] tendent à modifier le comportement des protagonistes dans une situation de négociation »,. L'usage du concept de « violence politique » a pour objectif de prendre de la distance par rapport au caractère légitime ou non de son expression pour au contraire se focaliser sur son caractère coercitif (l'usage de la force ou sa menace) et sur les moyens pour la réguler.

### «Islamisme» et «islamiste»

#### Définition comme synonyme de l'islam
Le TLFi définit l'islamisme comme la « religion des musulmans ». Le terme « islamisme » est de création française et l'usage de ce mot est attesté en français depuis le XVIIIe siècle, où Voltaire l'utilise à la place de « mahométisme » pour signifier « religion des musulmans » (ce qu'on nomme désormais « islam »).Cet usage n'a plus cours. Le substantif « islamisme » reste cependant utilisé dans cette acception de « islam » dans l'adaptation française dans les années 1960 du livre de John Alden Williams, L'Islamisme, et même dans l'édition corrigée en 1995 du livre de Ali Merad, L'Islam contemporain.

#### Définition comme radicalisme religieux
Le sociologue Dominique Baillet considère que le terrorisme islamiste est une « interprétation néofondamentaliste qui s'éloigne du Coran et donc de l'islam »: pour lui, la charia ne justifierait pas un massacre en période de paix. Selon Abdennour Bidar, « « islamiste » désigne proprement ce qui dans cette civilisation relève d'un radicalisme religieux. »

#### Définition politique de l'islamisme
Le terme « islamisme » est réapparu en France à la fin des années 1970 pour répondre à la nécessité de définir les nouveaux courants posant une interprétation politique et idéologique de l'islam et les différencier de l'islam en tant que foi. Pour l'islamologue Bruno Étienne, l'acception actuelle du mot, qu'il est également possible d'appeler « islamisme radical », peut se résumer comme l'« utilisation politique de thèmes musulmans mobilisés en réaction à l'« occidentalisation » considérée comme agressive à l’égard de l’identité arabo-musulmane », cette réaction étant « perçue comme une protestation antimoderne » par ceux qui ne suivent pas cette idéologie.
Pour Lynne Franjié, le terme « islamique » possède comme trait sémantique /politique/. La différence avec le terme « islamiste » est lié à son aspect violent. Pour elle, « force est de constater que ces trois équivalents dont l'objet de flottements en français et en anglais. »

### «Islamique»

#### Définition religieuse
Le TLFi définit le terme par « Relatif à l'islam », Dans Le jihadisme : Le comprendre pour mieux le combattre, David Benichou, Farhad Khosrokhavar et Philippe Migaux écrivent que« l'expression de « terrorisme islamique », […] signifie au sens propre « terrorisme musulman » »,

#### Définition civilisationnelle
Selon Abdennour Bidar, « le mot « islamique » désigne simplement en effet ce qui relève de la civilisation de l'islam : philosophie islamique, art islamique, religion islamique, etc. […]. Le « totalitarisme islamiste » ne peut donc pas être qualifié en même temps d'« islamique », ou bien c'est la civilisation même de l'islam qui est associée à ce totalitarisme… »

#### Autre définition
Pour Olivier Roy, les adjectifs « musulman » et « islamique » ne sont pas synonyme, musulman désignant un fait et islamique désignant une intention, comme dans le cas de l’état islamique, « État qui fait de l'islam le fondement de sa légitimité ».

### «Djihadisme»
Le mot « jihadisme » a été adopté dans le monde islamique comme la moins mauvaise option pour désigner les groupes comme Al-Qaïda qui ont un intérêt exclusif pour le côté violent du jihad. Le terme est utilisé par les médias arabes et aussi par les milieux du contre-terrorisme où il désigne les musulmans sunnites qui utilisent la violence pour poursuivre leurs buts politiques universalistes.
Dans Le jihadisme : Le comprendre pour mieux le combattre, David Benichou, Farhad Khosrokhavar et Philippe Migaux écrivent que« L'expression de « terrorisme jihadiste » est plus claire, dès que l'on prend acte qu'elle s'appuie sur une vision réinventée de l'islam, d'autant que ces actes de terreur sont commis par des individus qui se revendiquent du jihadisme. » Ce terme est utilisé par le gouvernement français pour sa plateforme stop-djihadisme.

## Usages et critiques des termes

### «Terrorisme»
Dans le cas du conflit israélo-palestinien, le terme « terrorisme » participe à une délégitimation de l'adversaire. Ainsi, des commentateurs qualifient la lutte armée palestinienne de terrorisme, lui attribuant ou non une cause religieuse, tandis que les Palestiniens et leurs soutiens y voient une résistance contre Israël qui occupe indûment une partie de leurs territoires,.
À la suite des attentats islamistes des années 2010 en Europe, certains journaux comme la BBC, refusèrent d'utiliser le terme de « terroriste » en raison de sa charge politique. « We try to avoid describing anyone as a terrorist or an act as being terrorist. What we try to do is to say that ‘two men killed people in an attack on the office of a satirical magazine’. That’s enough, we know what that means and what it is. » Ce refus de nommer le danger se retrouve aussi bien dans la presse que chez les experts ou chez les hommes politiques.
Pour François Burgat, « la notion de « terrorisme islamique » est sans doute la moins bonne possible pour désigner, si réelles soient-elles, les déchirures les plus graves du tissu politique mondial. Le label « terrorisme » sert trop souvent à disqualifier unilatéralement la violence de l'autre. ». А̀ l'inverse, pour certains, les termes « attentat » et « terroriste » possèdent un aspect « positif » ou « héroïques ».

### «Islamiste», «islamique»

#### Usage des termes
Le terme de « terrorisme islamique » est utilisé dans le monde de la recherche,, et dans le monde politique,,. Cet usage est minoritaire. À l'inverse, en anglais, l'usage de l'expression « islamic terrorism » est majoritaire. Pour Fatih Yamac, « Alors que les autorités étatiques utilisent plutôt des expressions comme le terrorisme à caractère religieux ou de motif religieux, les chercheurs n’hésitent pas à le qualifier de terrorisme religieux, islamiste ou islamique – juif – chrétien. ». Le terme « terrorisme musulman » est utilisé plus rarement.

#### Critiques du terme «terrorisme islamique»
L'usage de ce terme est rejeté et vivement critiqué par nombre de chercheurs, intellectuels, journalistes et hommes politiques qui soulignent son inexactitude sémantique et dénoncent les effets néfastes d'un tel usage. Dans Le jihadisme : Le comprendre pour mieux le combattre, David Benichou, Farhad Khosrokhavar et Philippe Migaux écrivent que« l'expression de « terrorisme islamique », qui signifie au sens propre « terrorisme musulman », paraît bien réductrice quand on se rend compte que ce phénomène a causé largement plus de victimes chez les musulmans que parmi les peuples d'autres confessions. »
Ainsi, Semih Vaner estime que « le terrorisme « islamique » n'existe pas. Existe un terrorisme (des terrorismes) pour la résistance (pas toujours au sens noble du terme, hélas, mais les difficultés commencent déjà, comment déterminer la noblesse et la légitimité de la résistance), mais surtout pour la lutte pour le pouvoir politique et économique. La religion est une façade. Il s'agit de regarder ce qu'elle cache. […] Il ne s'agit nullement de sous-estimer la réalité d'un phénomène terroriste, mais il n'est pas réductible à sa dimension « islamique » qu'instrumentalise une idéologie politique se voulant « islamiste » aux fins de justifier son action violente. »
Bien qu'utilisant le terme de « terrorisme islamique », pour François Burgat, « L'appellation « islamique » est une autre invitation à… y voir le moins clair possible : elle nourrit la propension naturelle à « théologiser » plus que nécessaire l'origine des tensions politiques au Proche-Orient et dans le monde. La désignation de l'autre par sa seule appartenance 'islamique' conduit ici à surdéterminer, très unilatéralement, la variable religieuse supposée expliquer l'origine des résistances qui se développent dans le monde. »
Philippe-Joseph Salazar, dans son essai sur le terrorisme djihadiste Paroles armées, récompensé par le prix Bristol des Lumières, livre l'analyse suivante :

« Lapsus révélateur du refoulé islamique « EI », « État islamique », répètent médias et politiciens. Un adjectif résiste en effet à cet affolement rhétorique : « islamique ». Personne ne dit « État islamiste ». Et pourtant le discours public s’éreinte à distinguer entre les bons, les « islamiques », et les méchants, les « islamistes ». Mais le Califat est résolument « islamique ». Car c’est notre obsession panique à user de « terroriste » qui sème le trouble et nous conduit à dire « islamique » au lieu d’« islamiste ». Comme nous ne maîtrisons pas le substantif, nous nous rabattons sur les qualificatifs et qualifiants, qui à leur tour nous glissent entre les mains, et nous nous retrouvons à user du terme que nous cherchions à refouler dans le discours officiel et politique : « islamique ». Le « terroriste » est un « terroriste islamique », il est islamique, et le Califat incarne donc le « terrorisme islamique ». C’est l’État islamique. Et le seul. Un échange symbolique a eu lieu : focalisé sur « terroriste », notre code de nomination a laissé passer « islamique ». Nous sommes piégés. »

Pour la sociologue et spécialiste de l'islam politique Amel Boubekeur, « malgré les réticences de certains à parler de terrorisme islamique car la matrice religieuse au sein de laquelle il s’inscrit n’est pas l’orthodoxie dominante ou parce que sa théorisation est impossible, la notion d’un type de terrorisme islamiste distinct a acquis une grande crédibilité depuis le 11 septembre. Dans ce discours, le terrorisme est une vaste catégorie qui peut inclure de nombreux actes de violence, généralement tous liés à l’islam, aux musulmans ou aux arabes. » Elle souligne que « la mise en usage du terme terrorisme islamiste, c’est-à-dire comme explicitement lié à l’islam, a d’abord été le fait d’auteurs qui se présentent avant tout comme « experts du terrorisme islamiste » souvent américains tels que David Rapoport », et conclut que « cette essentialisation du terrorisme comme émanant de l’islam, outre de permettre l’occupation de niches professionnelles pour ses auteurs, permet également de considérer ces phénomènes de violences comme externes à la
culture européenne, à ses valeurs et son environnement politique. »

#### Critiques des termes «islamisme» et «terrorisme islamiste »
Le concept d'« islamisme » a été critiqué, notamment par Thomas Deltombe qui le qualifie de «catégorie infiniment élastique », «qu’aucun expert ne se risque à définir autrement que par des formules creuses», et qui « permet d’unifier toute une série de mouvements, de courants ou de personnalités sous une même bannière, indépendamment de leurs objectifs, de leurs modalités d’action et des contextes politiques, historiques et géographiques dans lesquels ils s’inscrivent. » Critiquant également l'usage fourre-tout du mot « islamiste » dans les grands médias, Pierre Tevanian écrit que « le terme n’a pas de sens précis : dans ses usages dominants en tout cas, il ne signifie rien d’autre que « mauvais musulman ».»
Pour Pierre-André Taguieff, « Parler de "l'islam" ou de "l'islamisme" est une commodité de langage, qui donne prise à des interprétations essentialistes naïves ou intéressées » « Utilisé de plus en plus fréquemment dans le
langage courant, le terme islamisme est chargé d’une forte ambiguïté et est sujet à
maintes confusions. » Michael Barry « [aimerait] bannir complètement le terme islamiste. » et souhaiterais parler d'« extrême droite islamique » « Les sciences humaines se méfient de cette terminologie [d'islamisme] et préfèrent parler d’islam radical. […] Elles insistent sur la dimension politique de l’islamisme. L’appellation d’islamisme, imposée par les moyens d’information, nécessite donc beaucoup de prudence. Elle recouvre au mieux une mouvance aux contours flous… »
Ainsi, pour Olivier Roy, le concept d’islamisme a fait l’objet d’une « médiatisation outrancière ». Classifier l’islamisme est compliqué puisqu’il n’est pas homogène, certains groupes n’ayant pas de « projet politique cohérent » par exemple. Des termes comme « post-islamisme » ou « néofondamentalisme » sont parfois utilisés. Pour certains chercheurs, l’islamisme est une catégorie conceptuelle inventée par les politologues et copiée du monde politique occidental . Il s'agit d'un concept simplificateur. Pour Pierre-André Taguieff, « il y a des islams et des islamismes ; parler de « l'islam » ou de « l'islamisme » est une commodité de langage ». L'islamisme n'est pas toujours violent.
Pour Pierre-André Taguieff, « L'islam n'est pas l'islamisme, mais ce dernier n'est pas étranger à l'islam. Il en constitue l'un des visages. » Pour Michel Tardieu, le terme « islamisme » est devenu « aujourd'hui par abus de langage un -isme de rejet ». Pour Richard Prasquier, « parler d’islamisme radical, ce n’est pas parler de l’islam, ce n’est pas non plus parler d’islamisme, ce dernier terme étant entendu comme synonyme d’islam politique ». Pour l’auteur, le terme de « salafisme djihadiste » est souvent préféré par les spécialistes.
Certains auteurs critiquent l'assimilation du terrorisme à l'islamisme.« l’islamisme ne saurait toutefois pas être assimilé au terrorisme. S’il est vrai que cette idéologie portait le germe de la dérive terroriste, cette dérive n’était pas
nécessaire. » Pour Erdogan, le terme « terrorisme islamiste » lui-même n'est pas adapté, associant le terroriste et l'islam.
La journaliste Rokhaya Diallo s’indigne de l’utilisation qui est faite du terme en France : « ce qui me dérange, c’est que pour toutes les autres religions on dit juste extrémiste. Là le mot est construit à partir du mot islam, ça laisse penser que les deux sont intrinsèquement liés. La langue française est suffisamment riche pour que l’on puisse trouver un autre terme ». Elle remarque que l’on « parle de juifs orthodoxes, pas de judaïstes. C’est pareil pour les chrétiens intégristes avec les évangélistes ».

### «Djihadisme»
Pour Jarret Brachman (en), le « jihadisme » est un terme maladroit et controversé qui réfère au courant de la pensée extrémiste islamiste, qui demande l'utilisation de la violence de façon à chasser toute influence non-islamique des territoires traditionnellement musulmans, ceci pour établir une gouvernance véritablement islamiste fondée sur la charia. Le terme contient le mot « djihad » qui, pour la plupart des musulmans, est le fondement d'une vie pieuse mais qui pour certains consiste à faire la guerre pour la défense de l'islam.

### Autres termes disputés

#### «Guerre»
Le terme même de guerre fait débat quant à son utilisation. Alors qu'il était peu usité, ce mot est utilisé par le président Hollande à la suite des attentats du 13 novembre. Selon un conseiller de l'Élysée, «Même si on n’est plus dans la définition d’une guerre classique armée contre armée, aucun mot n’est choisi au hasard au sein du cabinet présidentiel» ,
Après l’attentat du 14 juillet 2016, Hollande utilise davantage le terme d’attentat terroriste pour ne pas « valoriser l’ennemi qui se nourrit du retentissement médiatique donné à ses actions et espère entraîner des répliques ». Pour Irene Hernann, « Se dire en état de guerre quand on parle d’attaques terroristes n’est donc pas une description neutre ». Le terme « guerre » sous-entend une confrontation d'armées et une certaine reconnaissance de l'armée comme attribut régalien d'un adversaire

#### «Rebelles»
Dans le cadre de la guerre en Syrie, l'opposition, composée entre autres de djihadisme, est régulièrement désignée par le terme « rebelle ». « L'utilisation de ce mot, pourtant assez neutre est parfois comprise, dans le contexte du conflit syrien, comme une volonté de cacher la réelle nature des groupes que le terme englobe. »

#### «Radicalisation»
Après les attentats qui touchent la France en 2015, des chercheurs spécialistes de l'islam et du monde arabe s'opposent quant à l'interprétation du phénomène djihadiste. D'un côté, le politologue Olivier Roy estime que ce dernier n'est pas la conséquence d'une « radicalisation de l’Islam », mais d'une « islamisation de la radicalité », l'Islam représentant l'une des dernières offres politiques disponibles « sur le marché de la révolte radicale ». Sa thèse est soutenue par l'anthropologue Alain Bertho mais contredite par les politologues François Burgat et Gilles Kepel.
François Burgat y voit « une énième expression de ce mal qui ronge depuis des décennies notre capacité à construire une perception rationnelle de cet islam que l’on dit « politique » mais dont on s’évertue ensuite, sous d’innombrables prétextes, à dépolitiser – comme le fait l’approche culturaliste – les motivations supposées de ses acteurs ». Gilles Kepel déjuge la notion même de radicalisation, qu'il présente comme une « prénotion […] d’origine américaine », « diffusée après les attentats du 11 septembre 2001 », « port[ant] la marque de l’école américaine des choix rationnels », qui aurait pour corollaire « la peur de « l’islamophobie » » : selon lui, « le couple « radicalisation - islamophobie » empêche de penser la manière dont le jihadisme tire profit d’une dynamique salafiste conçue au Moyen-Orient et porteuse d’une rupture en valeurs avec les sociétés européennes ».
Antoine Jardin, ingénieur de recherche au CNRS, estime qu'« il ne s’agit pas d’un concept scientifique rigoureux. « Radicalité » est devenu un mot fourre-tout pour désigner vaguement ce qui est perçu comme une menace non maîtrisée et un label hasardeux des politiques publiques dans un contexte de montée de la violence djihadiste depuis les attentats commis en France par Mohammed Merah en 2012 ».

#### «Islamophobie»
Pour Pierre-André Taguieff, « Les islamistes ont intérêt à faire croire que les anti-islamistes sont « islamophobes" » qu'ils seraient donc des « racistes » anti-musulmans, et, plus largement, que tout examen critique de l'islam ou du monde musulman exprime une « islamophobie » plus ou moins dissimulée. »
Des opposants au concept soulignent que le terme mélange la critique d'une religion à celle de ses adeptes. Ainsi pour Régis Debray, l'usage du terme islamophobie s'apparente à un chantage qui amalgame la critique d'une religion avec l'injure faite aux fidèles de cette religion. Pour le politologue spécialisé de l'islam Gilles Kepel, l'islamophobie « est un concept récent qui repose sur une ambiguïté dans la mesure où il se présente comme le symétrique de l’antisémitisme. Alors que la lutte contre l'antisémitisme criminalise ceux qui s'attaquent aux juifs sans empêcher pour autant la libre critique des textes sacrés, le combat contre l'islamophobie fait de toute réflexion critique sur l'islam un interdit absolu. L'ambiguïté entretenue par le CCIF et certaines associations antiracistes qui tendent à confondre antisémitisme et islamophobe est donc une imposture. La lutte contre l'islamophobie consiste à faire encore que la vision la plus rigoriste de l'islam ne puisse plus être mise à distance, y compris par les musulmans eux-mêmes, lesquels, le cas échéant, se font traiter d'apostats ».

## Nom de l'État islamique
En 2012, l'État islamique commence à s'étendre en Syrie et le 9 avril 2013, il devient l'État islamique en Irak et au Levant (EIIL) (en arabe الدولة الاسلامية في العراق والشام, al-dawlah al-islāmiyya fi-l-ʿirāq wa-al-shām, littéralement « État islamique en Irak et dans le Cham »), en anglais ISIS (Islamic State of Iraq and Sham), parfois désigné par l'acronyme arabe Daech (en arabe داعش, Dāʿiš [ˈdaːʕiʃ ], en anglais Daesh) utilisé par ses opposants
À partir de l'été 2014, certains États refusent de qualifier le mouvement d'« État islamique », lui déniant ainsi la dénomination d'État et tout caractère islamique. Les États-Unis continuent d'utiliser les acronymes ISIS ou ISIL. En septembre, le gouvernement français est le premier à adopter le terme de « Daech » (translittération française) ou « Daesh » (translittération anglaise) pour qualifier l'EI,,,. Laurent Fabius, ministre français des Affaires étrangères, déclare le 18 septembre à l'Assemblée nationale : « Je vous demande de ne plus utiliser le terme d'État islamique, car cela occasionne une confusion entre islam, islamistes et musulmans. Il s'agit de ce que les Arabes appellent Daesh et que j'appellerai pour ma part les égorgeurs de Daesh ».
L'acronyme « Daech » apparaît pendant la guerre civile syrienne et est employé pour la première fois par des opposant syriens sur la chaîne de télévision saoudienne Al-Arabiya. Selon Wassim Nasr, cette appellation est ensuite institutionnalisée par d'autres chaînes arabes car elle occulte les termes « État » et « islamique » et possède une connotation péjorative, car Daesh ressemble au mot arabe daes (« celui qui écrase du pied ») et dahes (« celui qui sonne la discorde ») en référence à la guerre de Dahis et El Ghabra,.
Mathieu Guidère déclare en août : « Cet État islamique n’est pas un État et il n’est pas islamique. Pour des médias et des politiques, continuer à l’appeler ainsi revient à participer à une vaste usurpation d’identité. La seule manière à laquelle je puisse penser pour désigner, correctement, objectivement, ce groupe serait juste l’organisation al-Baghdadi. »
Cependant pour le chercheur Romain Caillet : « L'acronyme Daech est un terme impropre et péjoratif, utilisé par les opposants à l'État islamique. L'expression a été popularisée par le média Al-Arabiya. La chaîne qatarie Al Jazeera n'utilise d'ailleurs plus ce terme. Si, en langue arabe, il peut y avoir une légitimité à l'employer, son utilisation en français est clairement idéologique. » Pour lui, aucune raison ne justifie de ne pas utiliser le nom « état islamique ».
Michèle Léridon, directrice de l'information de l'Agence France-Presse (AFP), explique sur son blog en septembre 2014 que son agence de presse a décidé de ne plus employer l'expression « État islamique » et de lui préférer celui de « organisation État islamique » ou « groupe État islamique ». Ceci pour deux raisons : « Un, il ne s’agit pas d’un véritable Etat, avec des frontières et une reconnaissance internationale. Et deux, pour de nombreux musulmans, les valeurs dont se réclame cette organisation ne sont en rien islamiques ». Le terme de « Daech », jugé peu compréhensible, n'est pas non plus retenu.
Wassim Nasr, journaliste spécialiste des questions djihadistes à France 24 estime que « l'emploi de l'acronyme arabe “Daesh” pour désigner l'État islamique risque d’être contre-productif et se retourner contre ses inventeurs. Ceci notamment du fait qu'il se rapproche trop phonétiquement du terme de “Daes” qui désigne “celui (personne ou entité) qui foule ou écrase de son pied” ». Le journal français Le Point a décidé pour sa part de parler d'« organisation État islamique » mais pas de « Daesh » afin de ne pas « servir la propagande des djihadistes tout en conservant notre objectivité de journaliste ». À partir de septembre 2014, le mensuel français Le Monde diplomatique décide d'adopter la dénomination d'Organisation de l’État islamique (OEI), « parce que l’on n’a pas affaire à un État ». La chaîne de télévision qatarie, Al Jazeera, préfère pour sa part de parler d'« organisation de l'État » (en arabe تنظيم الدولة, tandhim ad-dawla).
En juin 2015, David Cameron, Premier ministre britannique, demande aux médias de son pays de ne plus parler de « Islamic state » mais plutôt de « ISIL » (qui signifie Islamic State of Iraq and the Levant) ou « so-called Islamic state » (« le soi-disant État islamique ») car « ce n'est pas un État islamique. Ce que c'est, c'est un effroyable régime barbare. C'est une perversion de l'Islam »,. Une lettre signée par 120 députés britanniques est adressée à la BBC pour lui demander de cesser d'utiliser le terme d'« État islamique » et de lui préférer celui de « Daesh », la BBC refuse, avançant son impartialité,.
Après les attentats du 13 novembre 2015 en France, le secrétaire d'État américain John Kerry utilise l'acronyme « Daech », qu'il avait occasionnellement employé au cours de l'année précédente.
Les partisans de l'utilisation de l'acronyme « Daesh » affirment qu'il est supposément abhorré par les djihadistes en ce qu'il serait insultant en arabe.
Le gouvernement canadien utilise officiellement la dénomination « État islamique », qu'il considère comme « entité » terroriste susceptible de voir ses biens saisis, bloqués ou confisqués.